# 西脇常記
西脇 常記(にしわき つねき、1943年 - ）は、中国学者、京都大学名誉教授。

## 経歴
上海生まれ。1968年に東京教育大学文学部を卒業、1975年に京都大学大学院中国哲学専攻博士課程を修了中退。
1999年「唐代の思想と文化」で文学博士。新潟大学、京都大学教養部助教授、京都大学大学院人間・環境学研究科・総合人間学部教授を歴任。2009年定年退任、名誉教授。同志社大学教授も務めた。

## 著書
- 『唐代の思想と文化』 東洋學叢書：創文社 2000年10月
- 『ドイツ将来のトルファン漢語文書』京都大学学術出版会 2002年7月
- 『中國古典社會における佛教の諸相』知泉書館 2009年10月
- 『中國古典時代の文書の世界　トルファン文書の整理と研究』知泉書館 2016年8月
- 『中国思想史論攷　宗教のある風景』知泉書館 2022年3月

### 編著
- 『イスタンブール大學圖書館所藏トルファン出土漢語斷片研究』 同志社大学文学部文化史学科西脇研究室 2007年11月
- 『トルファン出土漢語文書研究』 同志社大學文學部文化史學科西脇研究室 2010年12月

## 翻訳
- エドワード・H.シェーファー『神女 唐代文学における龍女と雨女』東海大学出版会 1978.11 (東海選書)
- 班固『漢書郊祀志』狩野直禎共訳注、平凡社東洋文庫 1987.9 ワイド版2007
- 『史通 内篇』 東海大学出版会 1989.2 (東海大学古典叢書)
- ジェイムズ・L.ワトソン/エヴリン・S.ロウスキ編『中国の死の儀礼』神田一世・長尾佳代子共訳、平凡社 1994.11
- 『史通 外篇』 東海大学出版会 2002.2 (東海大学古典叢書)
- 陳垣『中国仏教史籍概論』村田みお共訳、知泉書館 2014